# Zubří
Zubří (deutsch Zubern) ist eine Stadt in Tschechien. Sie befindet sich vier Kilometer westlich von Rožnov pod Radhoštěm in der mährischen Walachei und gehört zum Okres Vsetín.

## Geographie
Die Stadt liegt am rechten Ufer der Rožnovská Bečva zwischen den Gebirgeszügen des Wsetiner Berglandes und den Mährisch-Schlesischen Beskiden. Durch Zubří führt die Europastraße 442 /Staatsstraße 35 von Hranice in die Slowakei. Südöstlich liegt der 522 m hohe Hradisko mit der Ruine der Burg Rožnov.

## Geschichte
Die Gründung des Ortes erfolgte 1310. Zubří war Teil der Herrschaft Rosenau.
Nach der Aufhebung des Patrimonialherrschaften wurde Zubří 1850 zur selbständigen Gemeinde. Zuvor war Georg Palacký, der Vater František Palackýs letzter Erbrichter von Zubří.
Mit der 1892 eingeweihten Lokalbahn Walachisch Meseritsch–Rožnau erhielt Zubern einen Bahnanschluss. Am 22. Februar 2002 wurden Zubří die Stadtrechte verliehen.
Neben der Stickerei wird in der Stadt auch das traditionelle Handwerk der Besenbinderei aus Birkenreisern gepflegt.

## Sehenswürdigkeiten
- Stadtmuseum Na Petrohradě
- Kirche St. Katharina, 1785 mit Mitteln des Religionsfonds erbaut
- Heiliggeistkapelle (Kaple sv. Ducha ), Grundsteinlegung 1995 durch Johannes Paul II., geweiht am 11. Juni 2000
- Reiterdenkmal Tomáš Garrigue Masaryks, Relief aus Zuberner Sandstein, 1990 geschaffen von Marius Kotrba

## Städtepartnerschaften
- Furth an der Triesting, Österreich
- Palárikovo, Slowakei
- Rosdorf, Deutschland, seit 1993; diese lebendige Partnerschaft wurde am 29. Juni 2006 durch den Europarat mit dem Europa-Diplom ausgezeichnet. Zubří ist der einzige Ort in Tschechien, der diese bisher 27-mal verliehene Auszeichnung erhielt.

## Söhne und Töchter der Stadt
- Julius Böhm (1851–1917), Kirchenmusiker
- Tomáš Číp (* 1989), Handballspieler
- Jakub Hrstka (* 1990), Handballspieler